# Ivan Chai

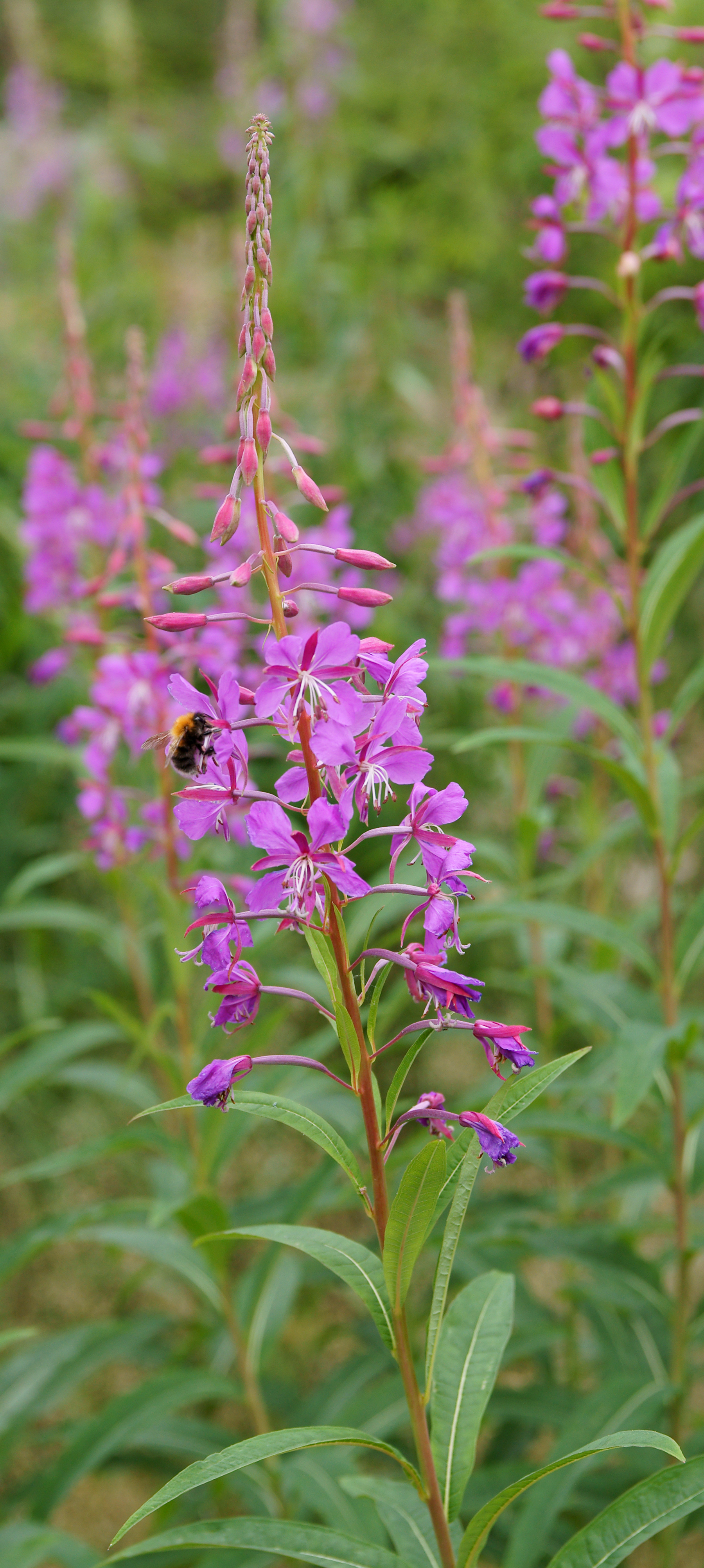
Ivan Chai wird aus dem Schmalblättrigen Weidenröschen (Epilobium angustifolium) gewonnen.

Ivan Chai (russisch Иван-чай) ist ein Kräutertee, der aus den fermentierten Blättern des Schmalblättrigen Weidenröschens (Epilobium angustifolium) hergestellt wird. Das Getränk hat sich in den 2010er-Jahren von einer kaum bekannten Regionalzubereitung zu einem Symbol vermeintlicher russischer Teetradition entwickelt.

## Pflanzlicher Rohstoff
Epilobium angustifolium ist eine zirkumpolare Art der Nordhalbkugel. Die Pionierpflanze besiedelt offene Flächen, Waldbrandstellen und Kahlschläge in borealen sowie gemischten Wäldern.

## Namensgebung
Der Ausdruck Ivan Chai bezeichnet in der russischen Alltagssprache sowohl die Pflanze als auch das daraus bereitete Getränk. Weitere gebräuchliche Namen sind kiprej und koporskij čaj, die in sozialen Medien häufig synonym verwendet werden.

## Geschichte
Bereits Mitte des 18. Jahrhunderts wurde E. angustifolium in Europa als potenzielle Nahrungs- und Teepflanze propagiert. Im 18. Jahrhundert wurden fermentierte Blätter gelegentlich als günstiger Ersatz für schwarzen Tee gehandelt. Die russische Ortschaft Koporje bei Sankt Petersburg gilt in zahlreichen Erzählungen als historisches Zentrum der Ivan-Chai-Produktion; belastbare Belege dafür fehlen jedoch.

## Herstellung
Zur Herstellung werden die frisch geernteten Blätter gewelkt, gerollt und mehrere Stunden bis Tage anaerob fermentiert, bevor sie im Ofen oder Dörrgerät getrocknet werden. Internetrezepte betonen häufig individuelle Varianten der Fermentationsdauer, die nach Auffassung vieler Nutzer den Geschmack entscheidend beeinflusst. Befragte Produzenten beschrieben das Verfahren als arbeitsintensiv und technisch anspruchsvoll, weshalb einige die Praxis wieder aufgaben.

## Verbreitung und gegenwärtige Nutzung
Eine Feldstudie in sieben osteuropäischen Ländern ergab, dass 62 von 599 Befragten Ivan Chai konsumierten, wobei sich die meisten Nutzenden in Nordwest-Russland konzentrierten. Außerhalb Russlands wird der Tee meist nur als gelegentliches Rekreationsgetränk zubereitet. Seit 2013 verzeichnen Google-Trends und soziale Netzwerke einen saisonalen Boom an Beiträgen, Videos und Memes rund um Ivan Chai, der jeweils zur Blütezeit im Juli kulminiert. Die Online-Narrative konstruieren Ivan Chai dabei als nationalen Gesundheitsdrink und identitätsstiftendes Kulturgut.

## Medizinische Rezeption
In Estland wurde die Pflanze ab den 1990er-Jahren von populären Ärztinnen als Mittel gegen Prostatabeschwerden, Entzündungen und „99 Krankheiten“ beworben. Traditionelle Anwendungen sind dagegen nur fragmentarisch überliefert und betreffen vor allem Wunden, Hautleiden und Magen-Darm-Probleme. Klinische Studien, welche die Wirksamkeit bei benignen Prostatahyperplasien belegen, stehen bislang aus.

## Wirtschaft und Kultur
Bis 2018 wurden in Russland neun Patente rund um die Ivan-Chai-Verarbeitung vergeben, davon vier zur Teefertigung. Über siebzig Hersteller vertreiben Ivan Chai kommerziell, unterstützt von regionalen Festivals und Werbekampagnen. Der Tee wird dabei häufig als alternatives Import-Substitutionsprodukt zu chinesischem oder indischem Schwarztee positioniert.

## Kritik
Forschende weisen darauf hin, dass viele pseudohistorische Behauptungen auf Fehlinterpretationen literarischer Quellen beruhen. Auch ethnografische Studien belegen, dass die angeblich jahrhundertealte Tradition oft erst durch neuere Popularisierungs- und Werbekampagnen entstanden ist. Trotz positiver Markt- und Medienresonanz bleibt die tatsächliche Alltagsnutzung des Tees bislang eher randständig.